# Jonathan Brandis
Jonathan Gregory Brandis (Danbury, 13 de abril de 1976 – Los Angeles, 12 de novembro de 2003) foi um ator, diretor e roteirista norte-americano. O ator é mais conhecido pelos personagens Lucas Wolenczak da série SeaQuest DSV e Bastian Bux do filme A História Sem Fim II: O Próximo Capítulo.

## Carreira e vida pessoal
Nasceu em Danbury, Connecticut, começou sua carreira de ator aos seis anos de idade quando já aparecia em alguns comerciais para televisão. Ele se mudou com sua família para Los Angeles com nove anos de idade e fez alguns programas como "L.A. Law", "Who's the Boss?", "Murder, She Wrote" e "Kate & Allie".
Recebeu seu primeiro papel principal no filme A História Sem Fim II, como Bastian. Também trabalhou (ao lado de atores consagrados como Roy Scheider e Don Franklin) durante anos no seriado de ficção científica SeaQuest DSV (produzido por Steven Spielberg), como o gênio Lucas Wolenczak - considerado seu maior papel.
Dublou a voz de Mozenrath, personagem do desenho "Aladdin", produzido pela Disney. Trabalhou também com Chuck Norris, no filme de artes marciais "Sidekicks" (Unidos para Vencer), e com o comediante/ator Rodney Dangerfield, em "Ladybugs" (Um Time Bom de Bola). Atuou ainda no filme "It - Uma Obra Prima do Medo" no papel de William 'Stuttering Bill' Denbrough.
Se relacionou com a também atriz Tatiana Ali (1994-2000), com término por divergências. Relacionamento interracial não era comum à época, porém conduziram de uma boa forma e foi até duradouro.

## Morte
Em 12 de Novembro de 2003, Brandis morre por ferimentos causados por enforcamento, ocorrido no dia anterior. Segundo sua mãe, ele tinha saído para jantar com os amigos e, ao voltar ao apartamento em 650 S. Detroit St, seus amigos relataram que ele estava bem agitado e inquieto. Ele deixou o quarto em que todos estavam e, aproximadamente 15 minutos depois, um de seus amigos foi procurar por ele e o achou enforcado com uma corda de nylon no segundo andar do edifício. Seus amigos o tiraram de lá e chamaram os médicos. Depois de todos os esforços para revivê-lo, ele foi considerado morto no dia seguinte. A polícia de Los Angeles liberou uma nota a respeito de sua morte:
"Em 11 de Novembro de 2003, por volta das 23:40, um amigo de Jonathan Brandis chamou a polícia, pois o ator tinha tentado suicídio em seu apartamento, localizado no bloco 600 da avenida de Detroit. Os Paramédicos do Corpo de Bombeiros transportaram Brandis para o Centro Médico de Sinai, onde ele mais tarde morreu por causa de seus ferimentos. A morte de Brandis foi anunciada pela equipe de funcionários do hospital dia 12 de novembro de 2003, por volta de 14:45".
Brandis não deixou nenhum tipo de recado. Seus familiares ficaram chocados ao saber de sua morte. Ele não tinha problemas pessoais, exceto pelo fato que era muito exigente consigo mesmo. Segundo sua mãe, ele nunca teve nenhuma tentativa de suicídio, bebia moderadamente e havia parado de fumar havia dois anos. A mãe de Brandis questionou se o remédio que ele estava tomando para acne poderia tê-lo afetado de algum modo, pois poderia ocorrer alguns efeitos colaterais, tais como psicose e vontade de suicídio. Porém, não há evidências conclusivas a respeito disso. Um amigo de Brandis admitiu que, na noite do suicídio, ele havia bebido muito e dizia que poderia se matar. Outro motivo de seu suicício, foi quanto à sua presença no filme Hart's War, um papel que ele dizia que seria sua volta, porém, cenas em que ele aparecia acabaram cortadas da versão final do filme, o que o deixou bastante decepcionado.
Seu último trabalho de destaque foi no filme Puerto Vallarta Squeeze, onde fazia Neil Weatherford. O longa-metragem foi filmado em 2003, e teve sua estreia em 2004 (após a morte de Brandis). Arthur Allan Seidelman, diretor da trama, mencionou em entrevista ao programa Boulevard of Broken Dreams, que "Jon era um excelente ator. Este personagem era complexo, exigia muito, e ele tirou de letra. Mas fora de cena parecia sempre distante. Ao mesmo tempo que se dava bem com todos do elenco, ele parecia estar em outro lugar e um tanto deprimido. Foi realmente um choque quando eu soube do que ocorreu, pois ele tinha grande potencial". No mesmo programa, Tatyana Ali, que foi namorada do artista de 1994 a 2000, deu uma declaração emocionante a respeito de Jonathan Brandis, dizendo não entender o suicídio, e que ele tinha uma inteligência rara. Contudo, ela sabia da depressão pela qual ele estava passando e disse compreender o motivo: "Você aparece em capas de revistas durante anos! Quando isso para de acontecer...qual é a sua identidade?". A entrevista acabou interrompida pelas lágrimas da atriz.

## Filmografia
| Ano  | Título                                     | Personagem           | Notas                                                                    |
| ---- | ------------------------------------------ | -------------------- | ------------------------------------------------------------------------ |
| 1987 | Fatal Attraction                           | Party Guest          |                                                                          |
| 1988 | The Wrong Guys                             | Kid Tim              |                                                                          |
| 1988 | Oliver & Company                           | Additional voices    |                                                                          |
| 1989 | Stepfather II                              | Todd Grayland        |                                                                          |
| 1990 | Ghost Dad                                  | Additional voices    |                                                                          |
| 1990 | The NeverEnding Story II: The Next Chapter | Bastian Bux          |                                                                          |
| 1990 | IT                                         | Young Bill Denbrough |                                                                          |
| 1992 | Ladybugs                                   | Matthew/Martha       |                                                                          |
| 1992 | Sidekicks                                  | Barry Gabrewski      |                                                                          |
| 1998 | Between the Sheets                         | Robert Avacado       |                                                                          |
| 1998 | Aladdin's Arabian Adventures: Magic Makers | Mozenrath            | Voz                                                                      |
| 1999 | Outside Providence                         | Mousy                |                                                                          |
| 1999 | Ride with the Devil                        | Cave Wyatt           |                                                                          |
| 2002 | Hart's War                                 | Pvt. Lewis P. Wakely | Cenas deletadas                                                          |
| 2002 | The Year That Trembled                     | Casey Pedersen       |                                                                          |
| 2004 | Puerto Vallarta Squeeze                    | Neil Weatherford     | Released posthumously                                                    |
| 2004 | The Slainesville Boys                      |                      | Diretor/Produtor Released posthumously                                   |
| 2005 | Bad Girls From Valley High                 | Drew                 | Alternative title: A Fate Totally Worse Than Death Released posthumously |

| Ano        | Título                                          | Personagem                     | Notas                                              |
| ---------- | ----------------------------------------------- | ------------------------------ | -------------------------------------------------- |
| 1982       | One Life to Live                                | Young Kevin Riley Buchanan     | Unknown episodes                                   |
| 1984       | Kate & Allie                                    | Chip's Friend                  | Episódio: "Odd Boy Out"                            |
| 1986       | Mystery Magical Special                         | Jonathan                       | Especial de TV                                     |
| 1986       | Sledge Hammer!                                  | Young Sledge                   | Episódio: "They Shoot Hammers, Don't They?"        |
| 1987       | Good Morning, Miss Bliss                        | Michael Thompson               | Pilot                                              |
| 1987       | L.A. Law                                        | Kevin Talbot                   | Episódios: "The Wizard of Odds" "Cannon of Ethics" |
| 1987       | Poor Little Rich Girl: The Barbara Hutton Story | Lance Reventlow (Age 11)       | Telefilme                                          |
| 1988       | Mars: Base One                                  |                                | Telefilme                                          |
| 1988       | Webster                                         | Bobby                          | Episódio: "Take My Cousin, Please"                 |
| 1989       | Full House                                      | Michael Montfort               | Episódio: "A Little Romance"                       |
| 1989       | Who's the Boss?                                 | Paul                           | Episódio: "Your Grandmother's a Bimbo"             |
| 1990       | Murder, She Wrote                               | Kevin Bryce                    | Episódio: "If the Shoe Fits"                       |
| 1990       | Alien Nation                                    | Andron                         | Episódio: "The Touch"                              |
| 1990       | The Munsters Today                              | Matt Glover                    | Episódio: "The Silver Bullet"                      |
| 1990       | The Flash                                       | Terry Cohan                    | Episódio: "Child's Play"                           |
| 1990       | IT                                              | Bill Denbrough (Age 12)        | Minissérie                                         |
| 1991       | Gabriel's Fire                                  | Matthew Fixx                   | Episódio: "Truth and Consequences"                 |
| 1991       | The Wonder Years                                | Steve                          | Episódio: "The Yearbook"                           |
| 1991       | Our Shining Moment                              | Michael "Scooter" McGuire      | Telefilme                                          |
| 1991       | Blossom                                         | Stevie                         | Episódio: "To Tell the Truth"                      |
| 1991       | Pros and Cons                                   | Danny                          | Episódio: "Once a Kid"                             |
| 1992       | Crossroads                                      | Michael Stahl                  | Episódio: "Freedom of the Road"                    |
| 1993       | Saved by the Bell: The College Years            | ele mesmo                      | Episódio: "A Thanksgiving Story"                   |
| 1993– 1996 | seaQuest DSV                                    | Lucas Wolenczak                | 57 episódios                                       |
| 1994       | Good King Wenceslas                             | Prince Wenceslas               | Telefilme                                          |
| 1994– 1995 | Aladdin                                         | Mozenrath (Voz)                | 8 episódios                                        |
| 1996       | Her Last Chance                                 | Preston Altherton              | Telefilme                                          |
| 1996       | Born Free: A New Adventure                      | Randal "Rand" Everett Thompson | Telefilme                                          |
| 1996       | Fall Into Darkness                              | Chad                           | Telefilme                                          |
| 1997       | Two Came Back                                   | Jason                          | Telefilme                                          |
| 2003       | 111 Gramercy Park                               | Will Karnegian                 | Unsold pilot                                       |

## Prêmios e indicações
| Ano  | Prêmio              | Categoria                                                        | Título do trabalho                         | Resultado |
| ---- | ------------------- | ---------------------------------------------------------------- | ------------------------------------------ | --------- |
| 1991 | Young Artist Awards | Best Young Actor Guest Starring in a Television Séries           | The Flash                                  | Indicado  |
| 1992 | Young Artist Awards | Best Young Actor Starring in a Motion Picture                    | The NeverEnding Story II: The Next Chapter | Indicado  |
| 1993 | Young Artist Awards | Outstanding Young Ensemble Cast in a Motion Picture              | Lady Bugs (Shared with cast)               | Indicado  |
| 1993 | Young Artist Awards | Best Young Actor Starring in a Motion Picture                    | Lady Bugs                                  | Indicado  |
| 1994 | Young Artist Awards | Best Youth Actor Leading Role in a Television Séries             | seaQuest DSV                               | Venceu    |
| 1995 | Young Artist Awards | Best Performance by a Youth Actor in a TV Mini-Séries or Special | Good King Wenceslas                        | Indicado  |
| 1992 | Saturn Award        | Best Performance by a Younger Actor                              | The NeverEnding Story II: The Next Chapter | Indicado  |

## Curiosidades
- Jonathan Brandis foi cotado para interpretar Anakin Skywalker em "Star Wars Episódio II: Ataque dos Clones", de George Lucas.

- Brandis namorou a atriz e cantora Tatyana M. Ali, a Ashley de Um Maluco no Pedaço.